# Julia Boserup
 (juillet 2017).
Si vous disposez d'ouvrages ou d'articles de référence ou si vous connaissez des sites web de qualité traitant du thème abordé ici, merci de compléter l'article en donnant les références utiles à sa vérifiabilité et en les liant à la section « Notes et références ».
Julia Boserup, née le 9 septembre 1991 à Santa Monica est une joueuse de tennis américaine professionnelle de 2010 à 2019.

## Carrière
Elle commence à jouer au tennis à l'âge de six ans. Durant son lycée, elle a été scolarisée à domicile, ce qui lui a permis de se concentrer davantage sur sa carrière. En 2014, Julia atteint les quarts de finale à Monterrey, après avoir battu la 24e mondiale Kirsten Flipkens au premier tour.

## Palmarès ITF

### Titres en simple
| Date              | Tournoi                      | Surface | Adversaire        | Score         |
| ----------------- | ---------------------------- | ------- | ----------------- | ------------- |
| 13 septembre 2011 | Redding (États-Unis)         | Dur     | Olga Puchkova     | 6-4, 2-6, 6-3 |
| 30 janvier 2012   | Rancho Santa Fe (États-Unis) | Dur     | Lauren Davis      | 6-0, 6-3      |
| 11 mai 2015       | Raleigh (États-Unis)         | Dur     | Samantha Crawford | 6-3, 6-2      |

### Finales en simple
| Date            | Tournoi                 | Surface | Adversaire      | Score         |
| --------------- | ----------------------- | ------- | --------------- | ------------- |
| 10 juillet 2011 | Waterloo (Canada)       | Dur     | Sharon Fichman  | 3-6, 6-4, 4-6 |
| 30 octobre 2011 | Saguenay (Canada)       | Dur     | Tímea Babos     | 6-7, 3-6      |
| 13 juillet 2014 | Sacramento (États-Unis) | Dur     | Olivia Rogowska | 2-6, 5-7      |

### Titre en double dames
| Date              | Tournoi                  | Surface | Partenaire   | Adversaires                           | Score    |
| ----------------- | ------------------------ | ------- | ------------ | ------------------------------------- | -------- |
| 28 septembre 2015 | Las Vegas 7 (États-Unis) | Dur     | Nicole Gibbs | Paula Cristina Gonçalves Sanaz Marand | 6-3, 6-4 |

### Finales en double dames
| Date            | Tournoi                     | Surface | Partenaire        | Adversaires                       | Score    |
| --------------- | --------------------------- | ------- | ----------------- | --------------------------------- | -------- |
| 12 octobre 2009 | Kansas City (États-Unis)    | Dur     | Laura Granville   | Lilia Osterloh Anna Tatishvili    | 0-6, 3-6 |
| 8 novembre 2010 | Phoenix (États-Unis)        | Dur     | Sloane Stephens   | Tetiana Luzhanska Coco Vandeweghe | 5-7, 4-6 |
| 4 novembre 2013 | Captiva Island (États-Unis) | Dur     | Alexandra Mueller | Gabriela Dabrowski Allie Will     | 1-6, 2-6 |

## Parcours en Grand Chelem

### En simple dames
| Année | Open d'Australie | Open d'Australie | Internationaux de France | Internationaux de France | Wimbledon       | Wimbledon     | US Open         | US Open      |
| ----- | ---------------- | ---------------- | ------------------------ | ------------------------ | --------------- | ------------- | --------------- | ------------ |
| 2016  | —                | —                | —                        | —                        | 3e tour (1/16)  | Elena Vesnina | —               | —            |
| 2017  | 2e tour (1/32)   | Elina Svitolina  | 1er tour (1/64)          | Petra Kvitová            | 1er tour (1/64) | Shelby Rogers | 1er tour (1/64) | A. Sasnovich |

N.B. : à droite du résultat se trouve le nom de l'ultime adversaire.

### En double dames
| Année | Open d'Australie | Open d'Australie | Internationaux de France | Internationaux de France | Wimbledon                 | Wimbledon               | US Open                          | US Open                 |
| ----- | ---------------- | ---------------- | ------------------------ | ------------------------ | ------------------------- | ----------------------- | -------------------------------- | ----------------------- |
| 2016  | —                | —                | —                        | —                        | —                         | —                       | 1er tour (1/32) Catherine Bellis | Tímea Babos Y. Shvedova |
| 2017  | —                | —                | —                        | —                        | 1er tour (1/32) C. McHale | M. Ninomiya R. Voráčová | 2e tour (1/16) Nicole Gibbs      | Kiki Bertens J. Larsson |

N.B. : le nom du ou de la partenaire se trouve sous le résultat ; le nom des ultimes adversaires se trouve à droite.

## Classements WTA en fin de saison
| Année          | 2006 | 2007 | 2008 | 2009 | 2010 | 2011 | 2012 | 2013 | 2014 | 2015 | 2016 | 2017 | 2018 |
| Rang en simple | 1261 | 970  | 625  | 740  | 310  | 216  | 316  | 371  | 177  | 191  | 122  | 138  | 375  |
| Rang en double | -    | 790  | 734  | 515  | 822  | 295  | 659  | 833  | 404  | 305  | 1027 | 223  | 832  |

Source : (en) Classements de Julia Boserup sur le site officiel de la Fédération internationale de tennis